# Eightercua Fossa
L'Eightercua Fossa è una struttura geologica della superficie di Europa.